# دو بونت (جورجيا)
دو بونت (بالإنجليزية: Du Pont, Georgia)‏ هي بلدة تقع في مقاطعة كلينتش، جورجيا بولاية جورجيا في الولايات المتحدة. تبلغ مساحتها 2 (كم²)، وترتفع عن سطح البحر 56 م، بلغ عدد سكانها 139 نسمة في عام 2000 حسب إحصاء مكتب تعداد الولايات المتحدة وتصل الكثافة السكانية فيها 69.5 نسمة/كم2.

## أعلام
- دبليو. بنجامين جيبس

## وصلات خارجية
- The US50 - Cities and Towns in Georgia State
- Georgia Cities and Towns, Facts, Map, Flag, Colleges, Government, and More